# Genius + Love = Yo La Tengo
Genius + Love = Yo La Tengo è una raccolta degli Yo La Tengo pubblicata nel 1996.

## Descrizione
La raccolta è composta da rarità, versioni alternative e out-take prodotte dal gruppo dal 1988 al 1995. Il primo disco contiene brani cantati con diverse cover mentre il secondo è composto interamente da brani strumentali.

## Tracce

### Disco 1
1. Evanescent Psychic Pez Drop – 2:47 (Ira Kaplan e James McNew)
2. Demons – 3:19 (Georgia Hubley e Ira Kaplan)
3. Fog over Frisco – 3:47 (Ira Kaplan)
4. Too Late – 5:56 (Bruce Gilbert)
5. Hanky Panky Nohow – 2:57 (John Cale)
6. Something to Do – 2:10 (Ira Kaplan)
7. Ultra-Powerful Short Wave Radio Picks up Music from Venus (feat. Jad Fair) – 1:31 (David Fair, Georgia Hubley, Ira Kaplan e James McNew)
8. Up To You – 4:02 (Georgia Hubley, Ira Kaplan e James McNew)
9. Somebody's Baby – 3:37 (Jackson Browne e Danny Kortchmar)
10. Walking Away from You – 5:56 (Ira Kaplan e James McNew)
11. Artificial Heart – 2:59 (Ira Kaplan)
12. Cast a Shadow (cover dei Beat Happening) – 2:24
13. I'm Set Free (cover dei Velvet Underground) – 4:10 (Lou Reed)
14. Barnaby, Hardly Working – 3:53 (Ira Kaplan e Georgia Hubley)
15. Some Kinda Fatigue – 7:37 (Ira Kaplan)
16. Speeding Motorcycle (feat. Daniel Johnston) – 3:30 (Daniel Johnston)

Durata totale: 60:35

### Disco 2
1. Nutricia – 5:01 (Georgia Hubley, Ira Kaplan e James McNew)
2. Her Grandmother's Gift – 2:39 (Georgia Hubley e Ira Kaplan)
3. From a Motel 6, Pt. 2 – 4:29 (Georgia Hubley e Ira Kaplan)
4. Gooseneck Problem – 0:04 (Ira Kaplan)
5. Surfin' with the Shah (cover dei Urinals) – 2:07 (John Talley-Jones)
6. Ecstasy Blues – 2:47 (Georgia Hubley, Ira Kaplan e James McNew)
7. Too Much, Pt. 1 (Georgia Hubley e Ira Kaplan) – 1:18
8. Blitzkrieg Bop (Cover dei The Ramones) – 2:18 (Jeffrey Ross Hyman, John Cummings, Douglas Glenn Colvin e Tamás Erdélyi)
9. One Self: Fish Girl – 5:31 (Georgia Hubley e Ira Kaplan)
10. Enough – 5:25 (Georgia Hubley e Ira Kaplan)
11. Drum Solo – 0:08 (Georgia Hubley)
12. From a Motel 6, Pt. 1 – 3:35 (Georgia Hubley e Ira Kaplan)
13. Too Much, Pt. 2 – 0:21 (Georgia Hubley e Ira Kaplan)
14. Sunsquashed – 26:22 (Georgia Hubley, Ira Kaplan e James McNew)

Durata totale: 62:05